# Étang-sur-Arroux
Étang-sur-Arroux és un municipi francès, situat al departament de Saona i Loira i a la regió de Borgonya - Franc Comtat. L'any 2007 tenia 1.941 habitants.

## Demografia

### Població
El 2007 la població de fet d'Étang-sur-Arroux era de 1.941 persones. Hi havia 841 famílies, de les quals 284 eren unipersonals (89 homes vivint sols i 195 dones vivint soles), 313 parelles sense fills, 211 parelles amb fills i 33 famílies monoparentals amb fills.
La població ha evolucionat segons el següent gràfic:
Habitants censats

### Habitatges
El 2007 hi havia 985 habitatges, 847 eren l'habitatge principal de la família, 68 eren segones residències i 70 estaven desocupats. 746 eren cases i 185 eren apartaments. Dels 847 habitatges principals, 529 estaven ocupats pels seus propietaris, 294 estaven llogats i ocupats pels llogaters i 24 estaven cedits a títol gratuït; 46 tenien una cambra, 52 en tenien dues, 172 en tenien tres, 272 en tenien quatre i 306 en tenien cinc o més. 552 habitatges disposaven pel capbaix d'una plaça de pàrquing. A 387 habitatges hi havia un automòbil i a 317 n'hi havia dos o més.

### Piràmide de població
La piràmide de població per edats i sexe el 2009 era:
| Homes | Edats   | Dones |
| ----- | ------- | ----- |
| 0     | 95 o +  | 8     |
| 20    | 90 a 94 | 28    |
| 20    | 85 a 89 | 44    |
| 20    | 80 a 84 | 40    |
| 32    | 75 a 79 | 76    |
| 40    | 70 a 74 | 52    |
| 60    | 65 a 69 | 84    |
| 84    | 60 a 64 | 80    |
| 40    | 55 a 59 | 24    |
| 56    | 50 a 54 | 56    |
| 60    | 45 a 49 | 80    |
| 60    | 40 a 44 | 36    |
| 36    | 35 a 39 | 40    |
| 72    | 30 a 34 | 60    |
| 52    | 25 a 29 | 60    |
| 56    | 20 a 24 | 36    |
| 52    | 15 a 19 | 40    |
| 40    | 10 a 14 | 28    |
| 40    | 5 a 9   | 28    |
| 20    | 0 a 4   | 48    |

## Economia
El 2007 la població en edat de treballar era de 1.117 persones, 796 eren actives i 321 eren inactives. De les 796 persones actives 724 estaven ocupades (392 homes i 332 dones) i 73 estaven aturades (38 homes i 35 dones). De les 321 persones inactives 126 estaven jubilades, 107 estaven estudiant i 88 estaven classificades com a «altres inactius».

### Ingressos
El 2009 a Étang-sur-Arroux hi havia 832 unitats fiscals que integraven 1.822,5 persones, la mediana anual d'ingressos fiscals per persona era de 15.917 €.

### Activitats econòmiques
Dels 102 establiments que hi havia el 2007, 2 eren d'empreses extractives, 3 d'empreses alimentàries, 1 d'una empresa de fabricació de material elèctric, 1 d'una empresa de fabricació d'elements pel transport, 8 d'empreses de fabricació d'altres productes industrials, 11 d'empreses de construcció, 21 d'empreses de comerç i reparació d'automòbils, 5 d'empreses de transport, 9 d'empreses d'hostatgeria i restauració, 2 d'empreses d'informació i comunicació, 6 d'empreses financeres, 2 d'empreses immobiliàries, 11 d'empreses de serveis, 15 d'entitats de l'administració pública i 5 d'empreses classificades com a «altres activitats de serveis».
Dels 34 establiments de servei als particulars que hi havia el 2009, 1 era una oficina d'administració d'Hisenda pública, 1 gendarmeria, 1 oficina de correu, 3 oficines bancàries, 5 tallers de reparació d'automòbils i de material agrícola, 1 taller d'inspecció tècnica de vehicles, 1 autoescola, 1 paleta, 3 guixaires pintors, 1 fusteria, 3 lampisteries, 3 perruqueries, 4 veterinaris, 3 restaurants, 2 agències immobiliàries i 1 saló de bellesa.
Dels 14 establiments comercials que hi havia el 2009, 1 era un hipermercat, 1 una botiga de més de 120 m², 2 fleques, 2 carnisseries, 1 una peixateria, 1 una llibreria, 1 una botiga de roba, 1 una botiga d'equipament de la llar, 2 botigues d'electrodomèstics i 2 floristeries.
L'any 2000 a Étang-sur-Arroux hi havia 37 explotacions agrícoles que ocupaven un total de 2.424 hectàrees.

## Equipaments sanitaris i escolars
El 2009 hi havia 1 farmàcia i 2 ambulàncies.
El 2009 hi havia 1 escola maternal i 1 escola elemental. Étang-sur-Arroux disposava d'un col·legi d'educació secundària amb 272 alumnes.

## Poblacions més properes
El següent diagrama mostra les poblacions més properes.